# Barr (Familienname)
Barr ist ein englischer Familienname.

## Herkunft und Bedeutung
Barr ist ein Wohnstättenname verschiedener Orte im Südwesten Schottlands, insbesondere in Ayrshire und in Renfrewshire. Er steht für Personen, die auf einer Anhöhe oder einem Hügel wohnen (gälisch = barr).

## Namensträger

### A
- Al Barr (* 1968), US-amerikanischer Sänger und Frontmann der Dropkick Murphys
- Alfred Barr (1902–1981), US-amerikanischer Kunsthistoriker und Museumsdirektor
- Amelia Edith Huddleston Barr (1831–1919), US-amerikanische Schriftstellerin
- Andrew Barr (* 1973), australischer Politiker
- Andy Barr (* 1973), US-amerikanischer Politiker
- Ann Barr († 2015), britische Herausgeberin
- Anthony Barr (* 1992), US-amerikanischer American-Football-Spieler
- Archibald Barr (1855–1931), schottischer Ingenieur, Hochschullehrer und Unternehmer
- Art Barr (1966–1994), US-amerikanischer Wrestler

### B
- Beth Barr (* 1971), US-amerikanische Schwimmerin
- Bob Barr (* 1948), US-amerikanischer Politiker
- Brady Barr (* 1963), US-amerikanischer Herpetologe und Dokumentarfilmer

### C
- Candy Barr (1935–2005),  US-amerikanische Burlesque-Tänzerin
- Charles Barr (1864–1911), britischer Regattasegler, siehe Charlie Barr
- Charles Barr (Filmwissenschaftler) (* 1940), britischer Filmwissenschaftler
- Charles Barr (Bassist) (1975–2006), US-amerikanischer Bassist

### D
- Darren Barr (* 1985), schottischer Fußballspieler
- Dave Barr (Unternehmer) (* 1952), US-amerikanischer Kriegsveteran, Motorradunternehmer und Autor
- Dave Barr (Golfspieler) (David Allen Barr; * 1952), kanadischer Golfspieler
- Dave Barr (Eishockeyspieler) (David Angus Barr; * 1960), kanadischer Eishockeyspieler und -trainer
- Dave Barr (Footballspieler) (David Hoover Barr, Jr.; * 1972), US-amerikanischer American-Football-Spieler
- Davey Barr (* 1977), kanadischer Freestyle-Skier
- David Barr (Badminton), schottischer Badmintonspieler und -funktionär
- David Barr (Dramatiker), US-amerikanischer Schauspieler, Dramatiker und Schriftsteller
- David G. Barr (David Goodwin Barr; 1895–1970), US-amerikanischer General
- Donald Barr (1921–2004), US-amerikanischer Pädagoge und Schriftsteller
- Douglas Barr (* 1949), US-amerikanischer Schauspieler, Drehbuchautor und Regisseur

### E
- Elbert Barr (* 2002), britischer Tennisspieler
- Epsy Campbell Barr (* 1963), costa-ricanische Politikerin

### J
- James Barr (Komponist) (1779–1860), schottischer Komponist
- James Barr (Politiker) (1862–1949), britischer Politiker (Labour Party)
- James Barr (Badminton) (um 1905–??), schottischer Badmintonspieler
- James Barr, Pseudonym von James Fugaté (1922–1995), US-amerikanischer Schriftsteller
- James Barr (Theologe) (1924–2006), schottischer Hebraist und Theologe
- James Barr (Historiker) (* 1976), britischer Historiker
- James O’Barr (* 1960), US-amerikanischer Comiczeichner
- James R. Barr (1885–1910), schottischer Elektrotechniker
- Jean M. Barr, US-amerikanische Pianistin und Musikpädagogin
- Jean-Marc Barr (* 1960), französischer Schauspieler und Filmschaffender
- Jerry Barr (* 1966), US-amerikanischer Architekt und Installationskünstler
- Jessie Barr (* 1989), irische Leichtathletin
- John Barr (Fußballspieler), schottischer Fußballtorhüter
- John Barr (Segler) (1845–1909), schottischer Regattasegler
- John Watson Barr (1826–1907), US-amerikanischer Politiker
- Joseph W. Barr (1918–1996), US-amerikanischer Politiker und Finanzminister
- Julius Barr (1905–1939), US-amerikanischer Pilot

### K
- Kaj Barr (1896–1970), dänischer Orientalist
- Kathleen Barr (* 1967), kanadische Synchronsprecherin

### L
- Leonard Barr (1903–1980), US-amerikanischer Schauspieler

### M
- Margaret E. Barr Bigelow (1923–2008), kanadische Pilzkundlerin
- Matt Barr (* 1984), US-amerikanischer Schauspieler
- Michael Barr (Mathematiker) (* 1937), US-amerikanischer Mathematiker
- Michael Barr (Tänzer), britischer Tänzer
- Michael Barr (Informatiker) (* 1971), US-amerikanischer Informatiker
- Michael S. Barr (* 1965), US-amerikanischer Wirtschaftswissenschaftler und Hochschullehrer
- Mike W. Barr (* 1952), US-amerikanischer Science-Fiction-Autor
- Murray Barr (1908–1995), kanadischer Mediziner

### N
- Nathan Barr (* 1973), US-amerikanischer Komponist
- Nevada Barr (* 1952), US-amerikanische Krimiautorin

### O
- Oslen Barr (* 1961), guyanischer Leichtathlet

### P
- Patrick Barr (1908–1985), britischer Schauspieler
- Peter Barr (Botaniker) (1825–1909), britischer Gärtner und Botaniker
- Peter Barr (Ruderer) (* 1950), kanadischer Ruderer

### R
- Roseanne Barr (* 1952), US-amerikanische Schauspielerin

### S
- Samuel Fleming Barr (1829–1919), US-amerikanischer Politiker
- Sebastian Barr, US-amerikanischer Schauspieler
- Stefania Barr (* 1994), US-amerikanische Schauspielerin, Filmkomponistin, Songwriterin, Sängerin und Frontfrau
- Stephen Barr (* 1953), US-amerikanischer Physiker

### T
- Tara Lynne Barr (* 1993), US-amerikanische Film- und Theaterschauspielerin
- Thomas Barr (* 1992), irischer Leichtathlet
- Thomas J. Barr (1812–1881), US-amerikanischer Politiker
- Tjay De Barr (* 2000), gibraltarischer Fußballnationalspieler

### V
- Vicki Barr (* 1982), britische Sprinterin
- Vicky Barr, britische Tänzerin

### W
- William Barr (* 1950), US-amerikanischer Politiker und Justizminister
- William Barr (Geograph) (* 1940), schottischer Geograph und Wissenschaftshistoriker
- William F. Barr (1920–2011), US-amerikanischer Entomologe

### Y
- Yvonne Barr (1932–2016), Virologin (Epstein-Barr-Virus)